# ファンタジーファイトWRESTLE-1
ファンタジーファイトWRESTLE-1（ファンタジーファイト・レッスル-ワン）は、日本のプロレス興行。キャッチコピーは「ボブ・サップのバトルエンターテイメント」。

## 歴史
2002年11月17日、横浜アリーナでK-1を運営していたケイ・ワンの石井和義と全日本プロレスの武藤敬司が手を組み、「プロレス版Dynamite!」のふれこみで旗揚げ戦を開催。運営協力にはPRIDEを運営していたドリームステージエンターテインメントがあたっていた。
人気者になっていたボブ・サップを看板選手としてK-1と協力関係にあるフジテレビが中継権を獲得し、平日19時から一時間というプライムタイムで放送。当時は既にプロレス中継がテレビ朝日の特番も含めゴールデンタイムとプライムタイムから撤退しており、久々のゴールデンでのプロレス中継となった。
ハッスルも無くエンターテイメント性を全面的に押し出したプロレススタイルはまだ主流ではなかったため、業界としても異端であった。佐竹雅昭が「Sata...yarn」と言うリングネームで登場してアブドーラ・ザ・ブッチャーと戦ったり、小島聡がコーナー最上段に登った時の決め台詞である「いっちゃうぞバカヤロー」が、小島の台詞と同時に電光掲示板に映し出されるなどの事象や、フジテレビの中継内で実況解説含めテロップが多用されるなどの独特なエンターテイメント感を出した大会になった。が、視聴率は平均8.4％と目標に掲げていた二桁には届かなかった。またテレビ放送の終盤では次回大会にハルク・ホーガン参戦を思わせる演出があったが、それ以降はホーガンに関するリリースはなかった。
2003年1月19日、第2戦を東京ドームで開催。鈴木宗男の秘書として当時世間を騒がせていたジョン・ムウェテ・ムルアカが登場したり、K-1選手のアーネスト・ホーストがプロレスに初挑戦し、「アーネスト・ビースト」なるリングネームでサップとメインイベントで戦い、サップを破るなどの波乱が起きる。主催者発表観客動員数は45,371人。視聴率は前回の横浜大会より2％アップし、平均10.4％。しかし、これが最後の大会となった。
4月19日、第3戦をさいたまスーパーアリーナで開催予定だったが、1月に石井が脱税容疑で逮捕されていたことや、DSEがK-1からミルコ・クロコップを引き抜いたことにより、両社の関係が悪化したこともあり中止になっている。DSEはWRESTLE-1を引き継ぐ形で2004年から独自にハッスルというプロレスイベントを立ち上げた。
しかし、批判されがちな大会ではあったものの、PRIDEやK-1で活躍する選手がプロレスを行うことで得たものも多かった。特にケビン・ランデルマン、マーク・コールマン、ヒース・ヒーリングらに関しては非常に評価が高く、総合格闘技以外でも対応できるところを見せ、後にハッスルにも参戦し活躍した。

## 大会一覧

### 第1戦
- 日時 : 2002年11月17日
- 場所 : 横浜アリーナ
- 観衆 : 12,807人

ゲスト解説として蝶野正洋が来場。橋本真也、ムタ（武藤）と闘魂三銃士が同会場に揃った。
| 第1試合 60分１本勝負                     |                                                    |                                          |
| ○アブドーラ・ザ・ブッチャー              | （5分10秒、体固め） ※毒針エルボードロップ          | SATA...yarn●                             |
| 第2試合 60分１本勝負                     |                                                    |                                          |
| ○ケンドー・カシン THE APEMAN NIGO（2号） | （13分37秒、雪崩式腕ひしぎ逆十字固め）             | ラ・パルカ● スペル・パルカ               |
| 第3試合 60分１本勝負                     |                                                    |                                          |
| サム・グレカラス ○ドス・カラス・ジュニア | （12分20秒、ジャーマン・スープレックス・ホールド） | 太陽ケア カズ・ハヤシ●                   |
| 第4試合 60分１本勝負                     |                                                    |                                          |
| ○小島聡 馳浩                             | （16分49秒、片エビ固め） ※ラリアット               | マーク・コールマン ケビン・ランデルマン● |
| 第5試合 ZERO-ONE提供試合（60分１本勝負） |                                                    |                                          |
| 〇橋本真也                               | （8分1秒、三角絞め）                               | ジョシー・デンプシー●                    |
| 第6試合 60分１本勝負                     |                                                    |                                          |
| ○ビル・ゴールドバーグ                    | （6分3秒、片エビ固め） ※ジャックハマー             | リック・スタイナー●                      |
| 第7試合 60分１本勝負                     |                                                    |                                          |
| ○ボブ・サップ                            | （6分33秒、体固め） ※ダイビング・ヘッドバット      | グレート・ムタ●                          |

### 第2戦
- 日時 : 2003年1月19日
- 場所 : 東京ドーム
- 観衆 : 45,371人

| 第1試合 60分１本勝負                              |                                                        |                                                                        |
| ○アブドーラ・ザ・ブッチャー                       | （7分35秒、体固め） ※毒針エルボードロップ              | SATA...yarn●                                                           |
| 第2試合 60分１本勝負                              |                                                        |                                                                        |
| アンソニー・Ｗ・森 ヘンリー・Ⅲ世・菅原 ○ 石森太二 | （13分18秒、ウラカンラナ）                             | ミラノコレクションＡ.Ｔ. YOSSINO コンドッティ修司●                     |
| 第3試合 60分１本勝負                              |                                                        |                                                                        |
| ○ ケンドー・カシン                                | （12分28秒、雪崩式腕ひしぎ逆十字固め）                 | サブゥー●                                                              |
| 第4試合 60分１本勝負                              |                                                        |                                                                        |
| ○ウルティモ・ドラゴン カズ・ハヤシ                | （17分40秒、ドラゴンスリーパー）                       | ウルティモ・ゲレーロ レイ・ブカネロ●                                   |
| 第5試合 60分１本勝負                              |                                                        |                                                                        |
| 小島聡 ○ 馳浩                                     | （10分58秒、ノーザンライト・スープレックス・ホールド） | テリー・ファンク ヒース・ヒーリング●                                   |
| 第6試合 60分１本勝負                              |                                                        |                                                                        |
| ○ マーク・コールマン ケビン・ランデルマン         | （11分48秒、ウラカンラナ）                             | ヤン・ザ・ジャイアント・コンビクト シン・ザ・ジャイアント・コンビクト● |
| 第7試合 60分１本勝負                              |                                                        |                                                                        |
| 〇橋本真也                                        | （5分34秒、逆エビ固め）                                | ジョー・サン●                                                          |
| 第8試合 60分１本勝負                              |                                                        |                                                                        |
| 武藤敬司 〇ビル・ゴールドバーグ                   | （17分56秒、片エビ固め） ※ジャックハマー               | ブライアン・アダムス ブライアン・クラーク●                             |
| 第9試合 60分１本勝負                              |                                                        |                                                                        |
| 〇アーネスト・ホースト                            | （5分15秒、横入り式エビ固め）                          | ボブ・サップ●                                                          |